# Tragico ritorno (film 1914)
Tragico ritorno è un film del 1914, diretto dal regista Romolo Bacchini.